# Buggenhout
Buggenhout é um município belga localizado na província de Flandres Oriental. O município é constituído pelas vilas de  Buggenhout, Briel, Opdorp e Opstal. Em 1 de Janeiro de 2011, o município de Buggenhout tinha uma população de 14.167 baitantes, uma área total de  25,25 quilómetro quadrados,  e uma correspondente densidade populacional de  561 habitantes/km². 
Buggenhout é o centro geométrico da Flandres.
Buggenhout também é conhecida pela sua floresta a  "Buggenhout Bos",  a maior floresta da Flandres Oriental.
Buggenhout tem duas cervejarias, Bosteels (conhecida como  "Tripel Karmeliet", "Deus" (uma cerveja champanhe) e "Kwak") e De Landtsheer (conhecida como "Malheur").